# Psychotria geophylax
Psychotria geophylax är en måreväxtart som beskrevs av Martin Roy Cheek och Bonaventure Sonké. Psychotria geophylax ingår i släktet Psychotria och familjen måreväxter. Inga underarter finns listade i Catalogue of Life.